# Canyon du Fraser

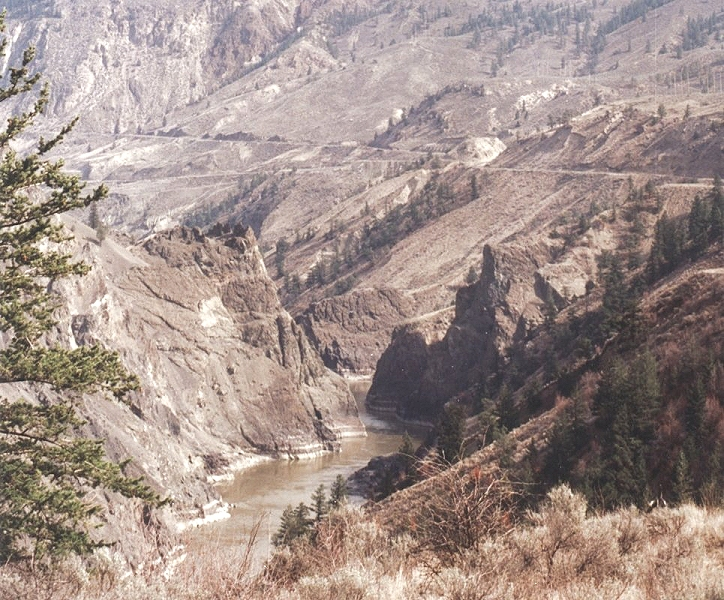
Vue du canyon du Fraser, près de Funtain, en Colombie-Britannique

Le canyon du Fraser est un tronçon de fleuve Fraser, où il descend rapidement à travers des gorges rocheuses étroites dans la Chaîne Côtière, en route du plateau intérieur de la Colombie-Britannique à la Vallée du Fraser. Il s'étend sur 270 kilomètres.

## Géographie

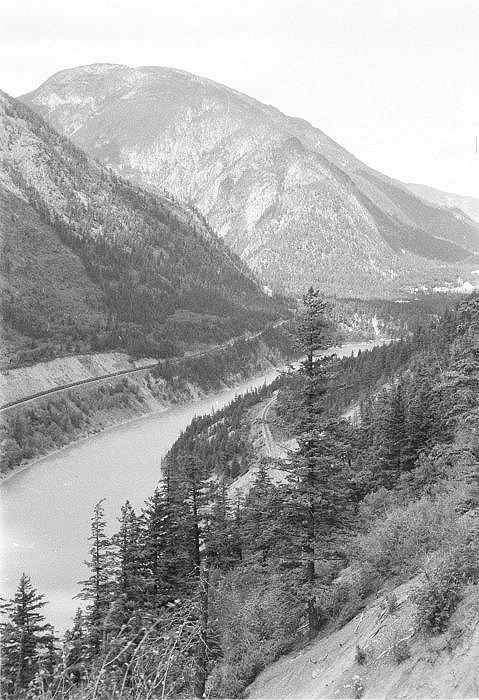
Vue du canyon du fleuve Fraser dans la région de la rivière Nahatlatch

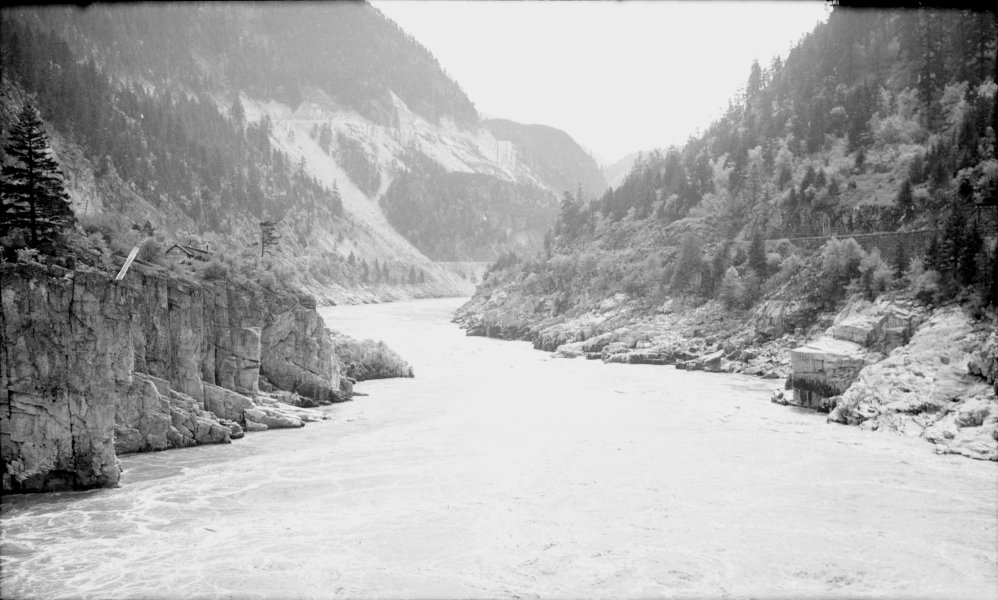
Vue de Hell's Gate en aval, vers 1955